# هارييت هالويل
هارييت هالويل (بالإنجليزية: Harriet Hallowell)‏ هي رسامة أمريكية، ولدت في 15 يونيو 1873 في بوسطن في الولايات المتحدة، وتوفيت في 1943 في Moret-sur-Loing ‏ في فرنسا.